# Boris Bravin
Bernt Erik Boris Bravin, född 3 maj 1934 i Döderhult, död 18 mars 2023, är mest känd som grundaren av Ölands djurpark. 
Hans far dog när Boris Bravin var spädbarn och modern gifte om sig. En fattig barndom ledde till att han som 13-åring lämnade hemmet och började arbeta på tivoli. I mitten på 1950-talet träffade han sin hustru Yvonne, och de startade tillsammans Bravin Show, senare känd som Colorado Show. 1974 köpte de en gård på Öland, intill Ölandsbrons östra brofäste, och där grundades Ölands Djurpark. Denna öppnade 8 maj 1975 och var från första dagen en stor succé. Han drev parken fram till 1999.
Boris Bravin, som var bosatt på Öland, utnämndes 2005 till Årets ölänning.
Boris Bravin avled 2023 efter en tids sjukdom.